# Cattedrale di Créteil
La cattedrale di Nostra Signora (in francese: Cathédrale Notre-Dame) è la cattedrale di Créteil, in Francia, ed è sede della diocesi di Créteil.

## Storia
Con la creazione della diocesi nel 1966, la chiesa di San Luigi di Choisy-le-Roi, risalente al XVII secolo, è stata utilizzata come cattedrale. La chiesa di Notre Dame di Créteil, inaugurata il 18 giugno 1976 su progetto dall'architetto Charles Gustave Stoskopf, è divenuta cattedrale nel 1987.
Il 19 e 20 giugno 2010 è stato annunciato il progetto CréteilCathédrale + con lo scopo di rendere più luminosa e visibile la cattedrale. L'edificio fu distrutto nel 2013 per consentirne la ricostruzione, prevista per la seconda metà del 2014.
La consacrazione della nuova cattedrale è avvenuta domenica 20 settembre 2015.